# Kirkandrews-on-Eden
Kirkandrews-on-Eden lub Kirkandrews upon Eden – wieś w Anglii, w Kumbrii, w dystrykcie (unitary authority) Cumberland. Leży 6 km na północny zachód od miasta Carlisle i 425 km na północny zachód od Londynu. W 1931 roku civil parish liczyła 145 mieszkańców.